# Amedeo Marchi
Amedeo Marchi (* 8. Februar 1889 in Ferrara, Emilia-Romagna; † 6. Oktober 1968 ebendort) war ein italienischer Turner.

## Karriere
Amedeo Marchi nahm an den Olympischen Spielen 1908 in London teil. Er belegte mit dem italienischen Team im Mannschaftsmehrkampf den sechsten Platz.